# Мајнхајм
Мајнхајм (њем. Meinheim) општина је у њемачкој савезној држави Баварска. Једно је од 27 општинских средишта округа Вајсенбург-Гунценхаузен. Према процјени из 2010. у општини је живјело 877 становника. Посједује регионалну шифру (AGS) 9577150.

## Географски и демографски подаци
Мајнхајм се налази у савезној држави Баварска у округу Вајсенбург-Гунценхаузен. Општина се налази на надморској висини од 433 метра. Површина општине износи 16,4 km². У самом мјесту је, према процјени из 2010. године, живјело 877 становника. Просјечна густина становништва износи 54 становника/km².